# ブリアンナ・メートランド失踪事件
座標: 北緯44度54分04秒 西経72度38分25秒 / 北緯44.9012度 西経72.6404度
ブリアンナ・メートランド失踪事件（ブリアンナ・メートランドしっそうじけん）とは、2004年（平成16年）3月にアメリカ合衆国バーモント州で発生した失踪事件である。

## 概要
ブリアンナ・アレクサンドラ・メートランド （英: Brianna Alexandra Maitland、1986年10月8日 - 2004年3月19日失踪）がバーモント州モントゴメリーにあるブラック・ランタン・イン（英: Black Lantern Inn）での仕事を終えた後に行方が分からなくなった。翌日にメートランドの車が発見されたが、職場から1.6キロメートルほど離れたところにある廃屋の側壁に後ろ向きに突っ込んでいる状態であった。諸事情から、メートランドの失踪届けが提出されたのは数日後のこととなった。
メートランドの失踪からしばらくの間、州当局は寄せられた数多くの情報を捜査した。その中には、メートランドは知り合いの薬物の売人が住む家に幽閉されているという情報もあった。しかし、どの情報もメートランドの発見に繋がることはなかった。2006年にニュージャージー州アトランティックシティのカジノでメートランドらしき人物を目撃したという報告により、新たに事件に関心が集まった。しかし、目撃されたというその女性の身元は判明しなかった。2012年、当局はメートランド失踪と連続殺人犯イスラエル・キーズとの関連性について捜査した。キーズはバーモント州やニューヨーク州、太平洋岸北西部全域で数多くの強姦や殺人を犯した人物である。しかし、最終的に連邦捜査局 (FBI) はキーズを被疑者から除外した。
メートランドの事件は地元のメディアやDateline NBC、ドキュメンタリーシリーズDisappearedで紹介された。2017年には、メートランド失踪の1ヶ月前にニューハンプシャー州ウッズビルで失踪した大学生のモーラ・マレーについて扱うドキュメンタリーシリーズでも取り上げられた。2019年現在、事件は未解決のままである。

## 背景

### 事件前
ブリアンナ・メートランドは1986年10月8日にバーモント州バーリントンで生まれた。父親はブルース (英: Bruce)、母親はケリー (英: Kellie、旧姓: フィッシャー <英: Fisher>) である。メートランドは兄とともにアメリカとカナダの国境付近にある両親の農場で育った。幼少の頃には柔術の訓練を受けていた。学校はミシスコイ・バレー・ユニオン・ハイスクールに通っていたが、2年生のときにイーノスバーグ・フォールズにあるイーノスバーグ・フォールズ・ハイスクールに転校した。

### 失踪前
2003年10月のメートランドの17歳の誕生日、メートランドは両親の農場を出て一人暮らしを始める決心をした。母親によると、家庭で深刻なストレスを受けていたわけではなかったという。それでも、メートランドは独立して生活したいと考えており、24キロメートル離れたところに暮らしている別の高校へ通う友人たちのもっと近くで暮らしたいとも思っていた。メートランドは友人たちの通う高校に転校したが、生活は不安定で、数名の友人の家を転々とした。2004年2月末までには高校を中退し、モントゴメリーから西に32キロメートルにあるシェルドンに住む幼馴染のジリアン・スタウト (英: Jillian Stout) のところに行って一緒に暮らした。高校を中退したため、高校卒業と同程度の扱いになるGeneral Educational Development (GED) プログラムに参加した。
失踪する3週間前、メートランドはパーティで同性の友人から暴行を受けた。暴行の目的ははっきりしていない。メートランドの父親は、メートランドがパーティで異性とやりとりしていたのを嫉妬したためであるようだと考えている。パーティに参加したメートランドの友人によれば、メートランドは暴行に抵抗しようとしなかったという。その後、メートランドはトラックの中に座っていたときに、顔を数回殴られた。暴行により鼻を骨折し、脳震盪になった。その後、メートランドは暴行した友人に対して訴訟を起こした。メートランドの失踪から3週間後に告訴は却下された。警察は暴行した友人はメートランド失踪には関与していないと声明した。

## 失踪

### 2004年3月19日金曜日

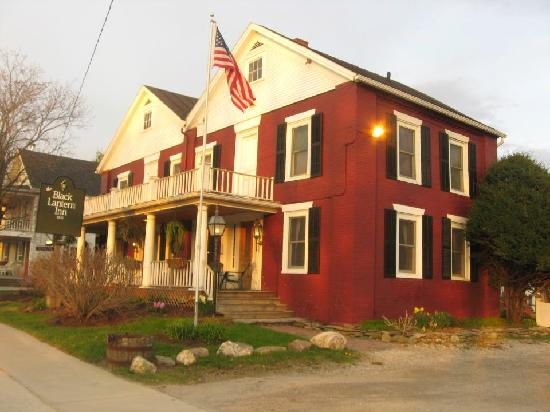
ブラック・ランタン・イン。メートランドの職場であり、メートランドが最後に目撃された場所でもある。

2004年3月19日金曜日の午前中、メートランドはGEDの試験を受けた。試験を終えた後、母親と一緒に試験終了を祝して昼食をとった。当時、父親は仕事でニューヨーク州に行っていた。母親によると、このときのメートランドは上機嫌で、大学進学の計画について話していたという。
昼食の後、メートランドと母親は買い物などをして午後を過ごした。母親によると、勘定を済ませるためレジ前の行列に並んでいると、何かがメートランドの注意を引いたらしく、メートランドはすぐに戻ってくると言い残して店を出た。母親は買い物を終えると、駐車場でメートランドと会った。そのときのメートランドは無気力になり、動揺しているように見えた。メートランドは母親に、この後にブラック・ランタン・イン (モントゴメリーにある料理店) での仕事のシフトがあり、家に帰って準備しなければならないと言った。母親は詮索したくなかったから何が起きたか聞かず、午後3時30分から4時の間にメートランドをスタウトの家まで車で送った。母親が娘の姿を見たのはこれが最後だった。メートランドは仕事のシフトに出る際にスタウトに向けてメモ書きを残した。内容は夜に仕事が終わった後に帰るというものだった。メートランドは1985年製のオールズモービルのセダン (母親の名義で登録) に乗ってブラック・ランタン・インへ向かった。
メートランドはシフトを終えると、午後11時ごろにブラック・ランタン・インを出た。メートランドは同僚に、翌日のセントオールバンズでの別の仕事に行く前に、家に帰って休まなければならないと話した。目撃者たちは口を揃えて、仕事から帰るときに車の中にはメートランド本人しかいなかったと述べた。

### 2004年3月20日土曜日

#### 車の発見

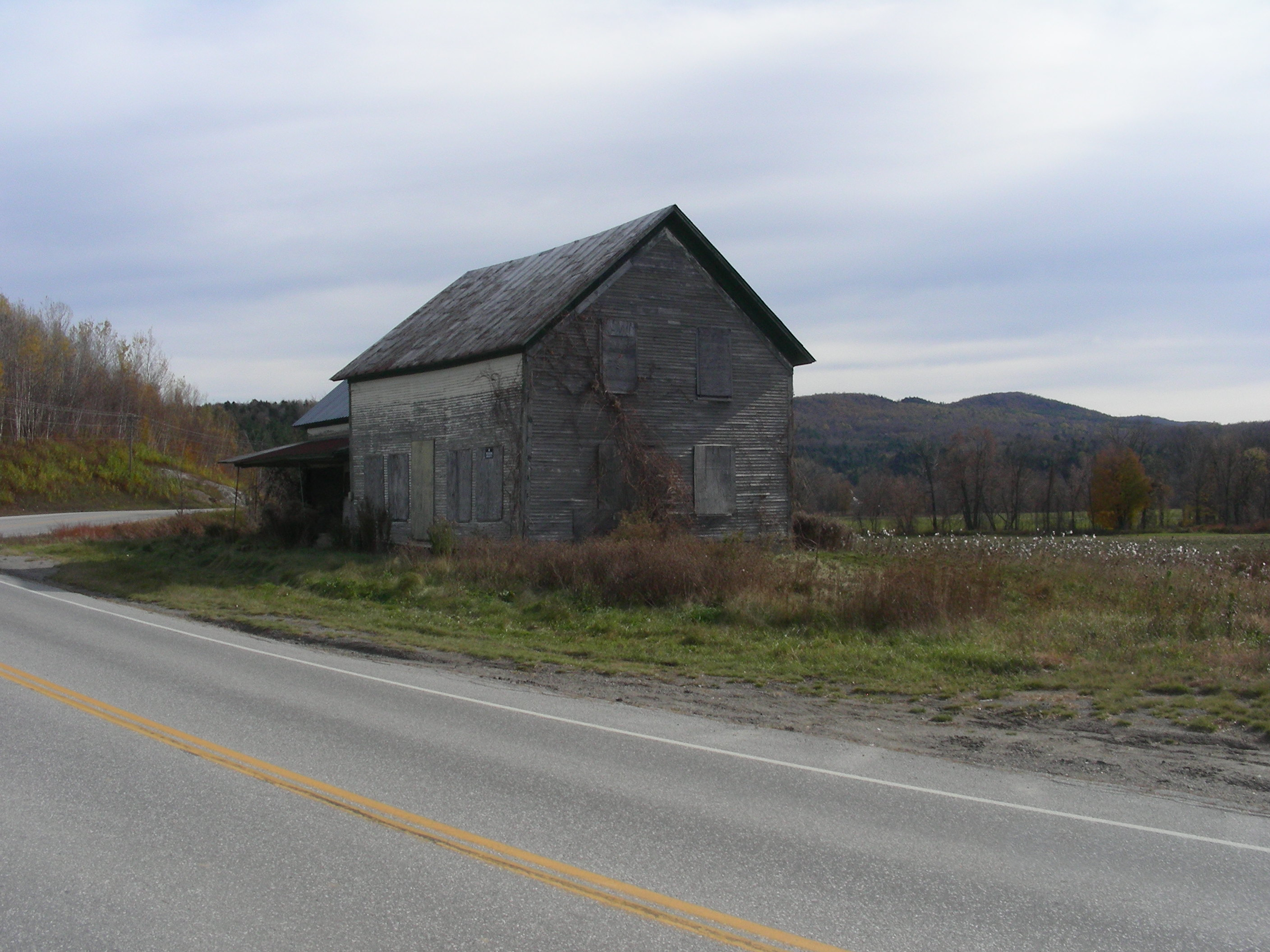
オールド・ダッチバーン・ハウス。2015年撮影。2016年7月に火事で全焼した。

3月20日の昼過ぎ、バーモント州警察の警察官がリッチフォードの州道188号線沿いにある廃屋へ急行した。この廃屋はブラック・ランタン・インから1.6キロメートルほど離れた場所にあり、地元では「オールド・ダッチバーン・ハウス」(英: old Dutchburn house) として知られていた。メートランドの車が廃屋の側壁に後ろから突っ込んでいるのが発見された。廃屋の壁材を車体の後部が突き破っていた。窓を覆っていた合板のかけらが車のトランクの上に落ちていた。メートランドの給与支払小切手2枚が車の前方の座席の上に置かれていた。当局は車の外で小銭や水筒、未使用のたばこを発見した。警察官は車は運転手が乗り捨てたものと推測し、車の牽引をする業者が地元の車庫に持っていった。
メートランドの失踪は数日もの間報告されなかった。母親は5日後になって初めてメートランドの車が廃屋で発見されたことを知った。スタウトは3月19日にメートランドが残したメモ書きを目にした。週末は家には戻らず、月曜日に帰宅すると、メモ書きがそのままの状態で置かれていた。メートランドは別の場所にいるのだろうと推測し、翌日まで母親に連絡しなかった。
3月23日火曜日、母親はメートランドの居場所を見つけるため、友人や雇い主などの様々な人々に電話をかけた。しかし、誰もメートランドと会っておらず、話してもいなかった。メートランドの居場所が分からなかったため (依然としてメートランドの車のことは知らなかった)、その日に失踪届を提出した。3月25日木曜日、メートランドの両親はセントオールバンズにあるバーモント州警察にメートランドの写真を渡した。警察官が両親にオールド・ダッチバーン・ハウスで発見された車の写真を見せた。両親はすぐに車が娘のものであると気付いた。母親はインタビューで、車の写真を見たときに直感的に嫌悪感を覚えたと述べ、メートランドでない誰かが車をあのように置き去りにしたと考えていると語った。

### 目撃者
メートランドの失踪が報告されると、数名の人物が当局の元を訪れて、メートランドが失踪した夜にオールド・ダッチバーン・ハウスでメートランドの車を目撃したと報告した。
- ある男性は3月19日午後11時30分から翌日午前0時30分の間に、オールド・ダッチバーン・ハウスのそばを車で通りすぎた。そのときにメートランドの車のヘッドライトがついていたかもしれないという。男性は車の中や周囲には誰も見かけなかったと述べた[5]。
- 別の男性は3月20日午前0時から午前0時30分の間に車で通りすぎた。そのときにメートランドの車の方向指示灯が点滅しているのを目撃したという[5]。
- メートランドの元恋人が3月20日午前4時ごろ、カナダとの国境を超えた先で開かれた夜のパーティの後に車で通りすぎた。そのときに車の存在を認識したが、その中や周囲には誰も見かけなかった[5]。
- 翌朝、車の運転手数名が通りすがり、状況のあまりに異様さから、車を停めて写真を撮った。写真を撮った人物の1人は、小銭数枚、水筒、ブレスレットかネックレスが車のそばの地面に落ちていたと報告した[5]。

## 捜査

### 初期の発見
公式の捜査のうちの最初の数ヶ月はバーモント州警察が主導した。州警察は犯罪に巻き込まれたという説には懐疑的で、家出の可能性を考えていた。警察は探知犬も使いつつオールド・ダッチバーン・ハウス周辺をしらみつぶしに調査した。しかし、何も見つからなかった。地元の車庫に数日間しまい込まれていたメートランドの車は、2004年3月30日に証拠を集めるために州立犯罪研究所で調査が行われた。その後、車はメートランドの家族に返還された。父親によると、車の中には娘のATMのカード、眼鏡、コンタクトレンズのケース、偏頭痛の処方薬が全て残されていたという。
その後、当局はメートランドは犯罪に巻き込まれて失踪した可能性が高いという結論を下した。FBIが2007年に配布したちらしには、メートランドの車が廃屋に異常な状態で置き去りにされていたのは、事故を装うためだった可能性があると記されている。メートランドの両親は、メートランドは複数人の手によって誘拐されたと推測している。メートランドは柔術の訓練を受けていたため、1人でメートランドを制圧するのは困難だったはずだからである。
この事件の1ヶ月前に、マサチューセッツ州出身の大学生モーラ・マレーがニューハンプシャー州北西部で失踪する事件が発生した。マレー失踪事件はメートランド失踪事件の現場から140キロメートルの距離で発生したが、当局はメートランド失踪事件とは無関係と見なしている。2004年、メートランドの家族はbringbrihome.orgというウェブサイトを立ち上げた。メートランドの所在に繋がる情報に最大2万ドルの報酬を出すことを記していた。このウェブサイトは少なくとも2009年まで存在していたが、現在は存在しない。バーリントン・フリー・プレスの2017年3月の記事には報酬は依然として有効と記されていた。しかし、2017年6月、報酬は同年7月上旬に期限切れになると報じられた。

### 主張
メートランド失踪から1週間のうちに、バーモント州警察は匿名の情報提供を受けた。その内容は、メートランドはモントゴメリーから16キロメートル離れたバーモント州バークシャーの近くにある貸家の中で捕らえられているというものだった。その貸家にはニューヨーク出身の有名な薬物の売人の2人組、レーモン・L・ライアンズ (英: Ramon L. Ryans) とナサニエル・チャールズ・ジャクソン (英: Nathaniel Charles Jackson) が住んでいた。2004年4月15日、警察は2人が住む貸家に踏み込んだ。薬物関係の様々な道具類や、大量のコカインや大麻が発見されたが、メートランドがいた痕跡は発見されなかった。このときにライアンズは薬物乱用の容疑で逮捕された。当局は、メートランドの親友に尋問した際に、メートランドは最近ハードドラッグ (特にクラック・コカイン) を使用した経験があり、ライアンズとジャクソンとは知り合いだったという情報を得ていた。
2004年後半、警察は匿名の人物から宣誓供述書を提供された。その宣誓供述書は署名されており、メートランドは失踪から約1週間後に殺害されたという旨が克明に記されていた。宣誓供述書を提供した人物は、メートランドがクラックを購入するためにライアンズに貸した金を巡って口論が起き、ライアンズがメートランドを殺害したと主張した。また、メートランドの遺体は、最近収監された地元の女性の家の地階に一時的に保管されていたとも主張した。遺体はテーブルソーでばらばらにされ、養豚場で遺棄されたという。当局はこの主張を立証することができなかった。
メートランドの家族は他にも匿名の電話がいくつかあったことを報告している。メートランドは森の中で木に縛り付けられているという情報や、湖の底に遺棄されているという情報があったが、立証されなかった。

### 後の展開
2006年、ニュージャージー州アトランティックシティにあるシーザースワールドのカジノの監視カメラに、メートランドと似た女性がポーカーのテーブルに座っているところが記録されていた。この女性の身元は正式には判明しなかった。
2012年、当局はメートランド失踪と連続殺人犯イスラエル・キーズとの関連性について捜査した。キーズはアラスカ州やオレゴン州、ワシントン州で数多くの強姦や殺人を犯した人物である。バーモント州やニューヨーク州でも犯行を重ねており、ニューヨーク州で土地を所有していた。2012年12月下旬、FBIはキーズはメートランド失踪事件とは無関係であるという結論を下した。キーズがアラスカ州アンカレッジで自殺してからまもなくのことだった。
2016年3月、つまり事件から12年目、捜査官たちは地元のテレビ局で、メートランドの車からDNA試料を採取していたことを明らかにした。DNA検査の結果は公にはされなかった。2016年7月、メートランドの車が発見された廃屋が火事で全焼した。

## メディアでの扱い
メートランド失踪事件はDateline NBCというテレビ番組で紹介されている。また、2011年12月にインベスティゲーション・ディスカバリーのドキュメンタリーシリーズDisappearedでも取り上げられた。20/20というテレビ番組でも言及された。2017年にはオキシジェンのドキュメンタリーシリーズThe Disappearance of Maura Murrayでも紹介された。